# ولاية قسطمونة العثمانية
ولاية قسطموني (بالتركية العثمانية ولايت کسطمونى) وهي إحدى ولايات الدولة العثمانية والتي تغطي اليوم إجزاء من أراضي من شمال تركيا وكانت ولاية قسطموني في القرن العشرين تشغل مساحة (50,000 كم مربع) .

## التقسيمات الإدارية
كانت ولاية سيواس تتكون من عدة سناجق وهي :
1. سنجق قسطموني
2. سنجق كينغري (شانكيري)
3. سنجق سينوب
4. سنجق بولو